# Carsten Rasmussen (borgmester i Lejre Kommune)
 For alternative betydninger, se Carsten Rasmussen. (Se også artikler, som begynder med Carsten Rasmussen)
Carsten Rasmussen (født 10. september 1956) var borgmester i Lejre Kommune fra 2016 til 2021, samt i den nu nedlagte Bramsnæs Kommune fra 1994 til 2001. Første gang valgt ind i kommunalbestyrelsen i 1990. Født i 1956 og uddannet skolelærer.
Carsten Rasmussen er næstformand for Kommunekontaktrådet (KKR).
Han blev offentligt kendt i 1997, da han førte valgkamp til borgmesterembedet i Bramsnæs Kommune fra en pølsevogn.